# 赫林內 (利維夫州)
49°26′54″N 23°28′39″E / 49.44833°N 23.47750°E
赫林內（羅馬化：Hlynne）是烏克蘭的村落，位於該國西部利沃夫州，由德羅霍貝奇區負責管轄，始建於1500年，面積0.04平方公里，2001年人口37，人口密度每平方公里85.65人。